# Тріандофіллов Володимир Кіріакович
Володимир Кіріакович Тріандофіллов (14 березня 1894 року — 12 липня 1931 року) — радянський військовий теоретик. У своїх роботах заклав основи теорії глибокої операції, висвітлив роль передвоєнного періоду та початкового періоду бойових дій для успішного ходу війни в цілому. Багато військових істориків вважають Тріандафіллова «батьком радянського оперативного мистецтва». Ідеї Тріандофіллова були вперше використані Богдановим М. А. в операції по розгрому японських військ біля річки Халхін-Гол в серпні 1939 року .

## Біографія
Народився 14 березня 1894 року в селі Магарацжик (або Магараджі) колишньої Карський області (Західна Вірменія, нині Туреччина), грек за національністю. Прізвище утворене від грец. τριαντάφυλλο («троянда»).
У 1914 році, після закінчення Закавказької учительській семінарії, призваний в армію і в лютому 1915 року направлений рядовим на Південно-Західний фронт. З фронту він незабаром був відправлений у Московську школу прапорщиків, яку закінчив 8 листопада 1915 року. Після закінчення школи прапорщиків Тріандофіллов був знову відправлений на Південно-Західний фронт, де і брав участь в боях. Служив в шостому фінляндському стрілецькому полку під командуванням майбутнього відомого військового теоретика А. А. Свечіна.
До початку революційних подій 1917 року Тріандофіллов у чині штабс-капітана командував батальйоном 6-го Фінляндського стрілецького полку.
Після революції солдатами обраний спочатку командиром полку, а потім командувачем 7-ю армією . Як сказано в офіційній радянській біографії Тріандофіллова «За свою революційну діяльність т. Тріандофіллов був оголошений урядом Керенського, а пізніше в Україні — урядом Петлюри, поза законом».
1 червня 1918 року вступив в Червону армію . 1 серпня 1918 року він був призначений командиром роти, а 20 червня 1919 року — командиром батальйону. Брав участь в боях на уральському фронті проти Дутова і на південному і південно-західному фронтах проти А. Денікіна і П.Врангеля. У бою з козаками 31 травня 1919 р під селом Дьогтєв Донської області він був поранений в руку, але, незважаючи на поранення, залишився в строю.
У травні 1919 року вступив в РКП (б).
17 вересня 1919 року був відряджений на навчання до Військової академії РСЧА, яку блискуче закінчив 3 серпня 1923 року. Навчання в академії поєднував з участю в боях на фронтах Громадянської війни, займав посаду командира бригади спочатку в 27-ї стрілецької дивізії, а потім в 41-ї стрілецької дивізії. Брав участь в знаменитих боях під Перекопом і в боротьбі з білими в 1921 році в Поволжі.
Після закінчення Військової академії висунутий М. В. Фрунзе на роботу в Штаб РСЧА, де отримав 15 квітня 1924 року призначення на посаду начальника Першого (тобто оперативного) відділу, а потім і начальника Оперативного управління Штабу РСЧА.
З 1928 року Тріандофіллов — заступник начальника Штабу РСЧА.
З 19 листопада 1929 року до 15 жовтня 1930 року він був командиром і військовим комісаром 2-го стрілецького корпусу, а з 15 жовтня по день смерті — знову заступником начальника Штабу РСЧА.
Трагічно загинув при виконанні службових обов'язків 12 липня 1931 року в 6 ч. 30 м під час аварії літака в районі платформи Алабіно Західної залізниці.
Був кремований, прах поміщений в урні в Кремлівській стіні на Красній площі в Москві .

## Нагороди
- Орден Червоного Прапора — за бойові заслуги в Громадянській війні.

## Пам'ять
Постановою Центральної Ради Автодору було вирішено присвоїти імена Тріандофіллова і Калиновського двом танкеткам, що будуються на кошти громади, а іменами інших загиблих назвати 6 «бойових шестиколісних машин» .

## Праці
- Тріандофіллов В. К. Розмах операцій сучасних армій — М., 1926
- Тріандофіллов В. К. Характер операцій сучасних армій. [Архівовано 6 січня 2019 у Wayback Machine.] — 3-тє вид — М.: Госвоеніздат, 1936.
- Тріандофіллов В. К. Взаємодія між Західним і Південно-Західним фронтами під час літнього наступу Червоної армії на Віслу в 1920 р // Війна і революція № 2 березень-квітень 1925 р